# Polgárháború (képregény)
A Polgárháború (Civil War) egy 2006-2007-ben megjelent Marvel Comics-crossover, mely egy hétrészes történet köré épül, ami több Marvel kiadó által kiadott képregénycímen futott egy időben. Írója Mark Millar, rajzolta Steve McNiven.

## Cselekmény
Amikor az Új Harcosok nevű szuperhős csapat felelőtlensége miatt meghalt több mint 600 ember – köztük rengeteg gyerek is –, a tömegek nyomásának engedve az amerikai kormány törvénybe iktatta, hogy minden szuperképességű egyénnek regisztrálnia kell a kormánynál, vagyis felfednie kilétét, és nekik dolgozni. A szuperhősök egy része ezzel egyetértett, más része viszont az egyéni szabadság korlátozásaként fogta fel, és fellázadt ellene.
A regisztrált hősök első feladata az lett, hogy kerítsék kézre és zárják börtönbe azokat a hősöket, akik megtagadják a regisztrációt. A szuperhős társadalom két részre szakadt. Korábbi barátok, csapattársak estek egymásnak (mint az Új Bosszú Angyalai tagjai), de még családon belüli ellentétek is előjöttek (Fantasztikus Négyes). A kormányerőket Vasember képviselte, hozzá csatlakozott Pókember, Reed Richards, Hangya, Őrszem, Amazon és sokan mások, míg az ellenállókat Amerika Kapitány vezette. Vele tartott a Láthatatlan, a Fáklya, Luke Cage, a Megtorló, Herkules, Kábel és itt is sokan mások.
A Marvel Univerzum legerősebb szereplői nem vettek részt a háborúban. Hulk nem volt a Földön, Thor az események szerint idő alatt halott volt, a Lény úgy döntött, hogy nem vesz részt ebben és Franciaországba költözött, doktor Strange pedig tudatosan maradt pártatlan. A Polgárháború legjelentősebb eseménye Pókemberhez kötődött, aki nemcsak hogy felfedte addig féltve őrzött kilétét a kormány előtt, de nyilvános sajtótájékoztató közepette vette le a maszkját mindenki előtt. Szintén ő volt az, aki egy idő után belátta, hogy nem tudja magáévá tenni Vasember új elveit és a háború közepén átállt a másik oldalra: a lázadók egyik fő alakja lett.
A háború az ellenállók győzelmével végződött volna, amikor Amerika Kapitány belátta, hogy a harc hevében már több kárt tettek, mint amennyire segíteni akartak, így megadta magát.

## Címek
(olvasási sorrendben)

### A polgárháborúhoz vezető események
- The Amazing Spider-Man #529
- New Avengers: Illuminati Special #0
- Amazing Spider-Man #530
- Fantastic Four #536
- Amazing Spider-Man #531
- Fantastic Four #537

### Polgárháború
- Civil War #1
- Amazing Spider-Man #532
- Wolverine #42
- She-Hulk (2. sorozat) #8
- Civil War: Front Line #1
- Civil War #2
- Thunderbolts #103
- The New Avengers #20
- Amazing Spider-Man #533
- Civil War: Front Line #2
- New Avengers #21
- Wolverine #43
- Fantastic Four #538
- X-Factor #8
- Civil War: Front Line #3
- Thunderbolts #104
- Cable & Deadpool #30
- Civil War #3
- Civil War: X-Men #1
- Daily Bugle Special Edition: Civil War
- X-Factor #9
- Amazing Spider-Man #534
- Civil War: Front Line #4
- Civil War: Young Avengers & Runaways #1
- New Avengers #22
- Wolverine #44
- Fantastic Four #539
- Civil War: Front Line #5
- Black Panther #18
- Ms. Marvel #6
- Thunderbolts #105
- Civil War: X-Men #2
- Heroes for Hire #1
- New Avengers #23
- Wolverine #45
- Cable & Deadpool #31
- Civil War: Young Avengers & Runaways #2
- Civil War Files
- Ms. Marvel #7
- Civil War #4
- Civil War: X-Men #3
- Fantastic Four #540
- Wolverine #46
- Civil War: Front Line #6
- Amazing Spider-Man #535
- Cable & Deadpool #32
- Captain America (5. sorozat) #22
- Civil War: Young Avengers & Runaways #3
- Heroes for Hire #2
- New Avengers #24
- Civil War: Front Line #7
- Civil War: X-Men #4
- Iron Man #13
- Ms. Marvel #8-9
- Wolverine #47
- Captain America (5. sorozat) #23
- Civil War: Young Avengers & Runaways #4
- Heroes for Hire #3
- New Avengers #25
- Civil War: Choosing Sides
- Civil War #5
- Iron Man #14
- Civil War: Front Line #8
- Punisher: War Journal #1
- Fantastic Four #541
- Captain America (5. sorozat) #24
- Amazing Spider-Man #536
- Moon Knight #8
- Amazing Spider-Man #537
- Wolverine #48
- Amazing Spider-Man #538
- Civil War #6
- Punisher: War Journal #2
- Punisher: War Journal #3
- Blade #5
- Civil War #7
- Civil War: Battle Damage Report
- Civil War Files
- Civil War: Opening Shot Sketchbook
- Civil War Poster Book
- Civil War: The Confession
- Civil War: Fifty State Initiative
- Civil War: The Return
- Civil War: War Crimes
- Fallen Son: The Death of Captain America
- Ghost Rider #8-11
- Iron Man / Captain America: Casualties of War
- Marvel Spotlight: Civil War Aftermath
- Marvel Spotlight: Captain America Remembered
- Winter Soldier: Winter Kills

## Magyarországi megjelenés
A polgárháború eseményei Magyarországon több részben, több kiadó által jelent meg:
- A Csodálatos Pókember (Adoc-Semic, 2011)
- A háború kezdete (Kingpin, 2011)
- A háború vége (Kingpin, 2011)
- A Hihetetlen Pókember (Kingpin, 2012)
- Marvel+ (Kingpin, 2012)

## Magyarul olvasható
- Polgárháború. A háború kezdete; szöveg Mark Millar, rajz Steve McNiven, ford. Harza Tamás; Kingpin, Bp., 2011
- Stuart Moore: Polgárháború; szöveg Mark Millar, rajz Steve McNiven nyomán, ford. Szente Mihály; Szukits, Szeged, 2019 (Nagy Marvel regénysorozat)